# Nannocharax
Nannocharax es un género de peces de la familia Citharinidae en el orden de los Characiformes.

## Especies
Las especies de este género son:
- Nannocharax altus Pellegrin, 1930
- Nannocharax angolensis (Poll, 1967)
- Nannocharax ansorgii Boulenger, 1911
- Nannocharax brevis Boulenger, 1902
- Nannocharax chochamandai Katemo Manda, Snoeks, Decru, Brecko & Vreven, 2023
- Nannocharax dageti Jerep, Vari & Vreven, 2014
- Nannocharax elongatus Boulenger, 1900
- Nannocharax fasciatus Günther, 1867
- Nannocharax fasciolaris Nichols & Boulton, 1927
- Nannocharax gracilis Poll, 1939
- Nannocharax hadros Katemo Manda, Snoeks, Chocha Manda & Vreven, 2021
- Nannocharax hastatus Jerep & Vari, 2014
- Nannocharax hollyi Fowler, 1936
- Nannocharax intermedius Boulenger, 1903
- Nannocharax latifasciatus Coenen & Teugels, 1989
- Nannocharax lineomaculatus Blache & Miton, 1960
- Nannocharax lineostriatus (Poll, 1967)
- Nannocharax luapulae Boulenger, 1915
- Nannocharax machadoi (Poll, 1967)
- Nannocharax macropterus Pellegrin, 1926
- Nannocharax maculicauda Vari & Géry, 1981
- Nannocharax micros Fowler, 1936
- Nannocharax minutus Worthington, 1933
- Nannocharax monardi (Pellegrin, 1936)
- Nannocharax multifasciatus Boulenger, 1923
- Nannocharax niloticus Joannis, 1835
- Nannocharax occidentalis Daget, 1959
- Nannocharax ocellicauda Boulenger, 1907
- Nannocharax ogoensis Pellegrin, 1911
- Nannocharax parvus Pellegrin, 1906
- Nannocharax procatopus Boulenger, 1920
- Nannocharax pteron Fowler, 1936
- Nannocharax reidi Vari & Ferraris, 2004
- Nannocharax rubrolabiatus Van den Bergh, Teugels, Coenen & Ollevier, 1995
- Nannocharax schoutedeni Poll, 1939
- Nannocharax signifer Moritz, 2010
- Nannocharax skeltoni Jerep, Vari, Dillman & Santana, 2024[3]
- Nannocharax taenia Boulenger, 1902
- Nannocharax uniocellatus (Pellegrin, 1926)
- Nannocharax usongo Dunz & Schliewen, 2009
- Nannocharax wittei (Poll, 1933)
- Nannocharax zebra Dunz & Schliewen, 2009